# Металургија
Металургија је наука о металима и поступцима за добијање и прераду метала и њихових једињења из руда, соли, и отпадних материјала, а исто тако и грана индустрије. Металургија обухвата рафинацију, производњу легура, уобличавање, оплемењиване, као и проучавање структуре, састава и особина метала. По врсти метала који се производе дели се на црну (добијање гвожђа и челика) и металургију обојених метала (добијање свих осталих метала). Разликује се екстрактивна и прерађивачка металургија.
Иако у Земљиној кори постоји обилна количина метала, велика већина њих се не налази у облику погодном за људску употребу. Они се, наиме, налазе комбиновани с атомима неметала у различитим једињењима, као што су сулфиди, оксиди, карбонати итд. Први корак у добијању метала у употребљивом облику је ослобађање метала из његових једињења. Тим подручјем бави се екстрактивна металургија. Али чак и након топљења, рафинације и легирања, метал је само деломично подесан за коначну употребу.
Метали, који се свакодневно користе, као нпр. грло сијалице, опруга, сврдло итд, имају посебан облик. Тим подручјем – обликовањем метала – бави се механичка металургија. Притом, за њихово обликовање она користи бројне поступке као што су ваљање, пресовање, ковање, извлачење итд. Понекад огромне машине, тешке и више тона, дају металним предметима, као нпр. железничким шинама, цевима и лимовима коначан облик.
Физичка металургија се бави контролом процеса уз помоћ различитих метода и тестова. Она истражује важне теоријске и практичне принципе понашања метала код различитих услова употребом метода физике, хемије, термодинамике итд. Тиме се уједно постижу и оптимални производни параметри за жељени квалитет и облик. Физичка металургија испитује такође унутрашњу структуру чврстих метала, која умногоме одређује механичка и друга својства, те отвара могућност њиховог предвиђања и планирања. Истражује и објашњава равнотежне и неравнотежне дијаграме стања метала, те принципе легирања који уз теоријско значење налазе и директну примену у пракси.

## Подела металургије
Металургија се може поделити на више начина у зависности од процеса:
- према технолошком процесу:
  - пирометалургија (топљење при високим температурама)
  - хидрометалургија (извлачење метала из сировина помоћу водених раствора)
  - електрометалургија (електрометалуршка прерада руде)
    - електротермичка (црни метали)
    - електрохемијска (обојени метали)

Најпознатија и најчешћа подела металургије је на:
- црну металургију и
- обојену металургију

## Историја
Историја људског рода најуже је повезана с развојем материјала. Управо су различити материјали, који су претежно били употребљавани у појединим епохама, обиљежили читаве цивилизације. По њима су и велика историјска раздобља добила своје име: камено доба, бакарно доба, бронзано доба, гвоздено доба. С временом су се материјали за израду алата и оружја, а потом и разноврсних направа, те коначно и машина, све више усавршавали. Људи су научили да мењају њихова својства прилагођавајући их све сложенијим захтевима, али и обрнуто: побољшање, а понекад и скоковита промена, својстава материјала омогућавали су реализацију сасвим нових техничких решења и производа. Међу разноврсним својствима материјала нарочито место заузимају механичка својства. Она условљавају чврстоћу, крутост, интегритет, а увелико и трајност предмета.
Све донедавно знање о материјалима – њиховој производњи, обради, својствима, али и примени – стицало се углавном искуствено. Често се радило и о својеврсној алхемији, а случај је играо важну улогу у откривању нових материјала и њиховом унапређењу. Тек од 19. века на овамо, систематска истраживања на подручју физике и хемије, довела су до утемељења интердисциплинарне науке о материјалима, која се том проблематиком бави на научној основи.

### Бакарно доба
Човек је несумњиво почео да употребљава самородне метале бакар, сребро и злато, те метеорско (телурно) “жељезо” најкасније око 5500. п. н. е. У то време Египћани су израђивали и употребљавали украсне бакарне куглице, а њихови владари купали су се у води, која се доводила бакарним цевима из реке Нила до приватних базена. Ради поређења треба напоменути, да је човек почео да обрађује поља око 6000. п. н. е., у подручју горја Елбрус и Персијског залива, а у средњој Европи негде око 4000. п. н. е.
Злато је сигурно први самородни метал који се употребљавао због своје лепоте и постојаности. Груменчићи злата сакупљени на обалама река, прерађивали су се и обликовали најчешће у украсне предмете. Већ врло рано, око 5000. п. н. е, знало се да бакар ковањем очвршћава, а загревањем омекшава. За разлику од бакра, злато ковањем слабо очвршћава, па је било неподесно за израду алата. Није стога зачуђујуће, да су у старом Египту неко време бакар и сребро били скупљи од злата. Сребро се такође употребљавало за израду накита, али у много мањим количинама од злата. Сматра се, да су ковачи злата били први „металурзи“, као што показују најстарији археолошки налази из Египта, Ирака и с острва Крита, а да се најранији зачеци металургије могу наћи на подручју сливова три реке: Нила, Тигриса и Инда.
Прво добијање метала из руда везано је највероватније уз добијање бакра. Наиме, један од његових лепих минерала, зеленкасти малахит, могао се редуковати у бакар на температури од око 700 - 800 °C, која се постизала у примитивним лончастим пећима. Температура логорске ватре од око 600 - 650 °C за ту сврху није била довољна. Ова претпоставка је потврђена с одговарајућим налазима на подручју горја Елбрус у Арменији, датираним негде око 4300. п. н. е. Око 4000. п. н. е. бакар се добијао из својих руда у целој западној Азији, а већ око 3800. п. н. е. и у целом „старом свету“. Средња Европа улази у бакарно доба негде око 2200. п. н. е, док је подручје Енглеске директно из каменог доба ушло у бронзано доба, прескочивши бакарно доба.
Интересантно је споменути, како неки аутори сматрају, да је у „старом свету“, у раздобљу од 2800. до 1300. п. н. е, било произведено укупно око 10 000 тона бакра, што значи, узимајући просек, око 6,5 тона по години.

### Бронзано доба
Врло рано, највјеројатније случајно, настала су и прва легирања метала. Руде метала ретко се појављују чисте, јер су углавном већ помешане с рудама других метала, те приликом њихове редукције не настаје чисти метал него легура. То се првенствено односи на бакар и калај, чија легура се назива бронза. Бронза се употребљавала врло рано, јер је имала боља механичка својства од самог бакра.
Олово се добијало из руде, вероватно галенита (PbS), већ око 3500. п. н. е. Поступак добивања олова путем тзв. „коштаног пепела“, познат је већ 2500. п. н. е. Олово се могло лако добити из галенита, оксидацијским пржењем, те редукцијом оксида уз довољну количину угља, већ на температури од око 600 °C.
Сребро се добијало углавном као остатак код добивања олова, а ретко из иначе релативно честог минерала AgCl (цераргирита). За добијање злата из руда и начине његовог ливења знало се око 3000. п. н. е, док се први поступак обогаћивања руде примењивао у Египту око 2000. п. н. е. Амалгамски поступак добијања злата уз употребу живе био је познат око 500. п. н. е.

### Гвоздено доба
Метеорско (телурно) жељезо употребљавало се већ врло рано. Фараон Тутанкамон, који је живео око 2800. п. н. е, познавао је гвожђе. У гробу једног каснијег фараона (око 1350. п. н. е.) пронађен је жељезни наслоњач за главу. Жељезо се почело да се добија из руда, највероватније хематита, око 1500. п. н. е, најпре у Анатолији, данашњој Малој Азији, као сунђерасто гвожђе. У то време, због недовољне температуре примитивних пећи, није било могуће добијање ливеног гвожђе, већ је настајало сунђерасто гвожђе, које се ковањем претварало у употребљив метал. Налазишта у Уру (Ирак), те у Египту сведоче о раном добијању гвожђа из руда. Гвожђе је у то време било невероватно важан стратешки материјал. Сматра се, да је племе Хетита из Мале Азије постигло своју велику војну моћ управо због ране производње гвозденог оружја. У то је време цена гвожђа била већа од цене злата, а начин његовог добијања чувао се као најстрожа тајна.

## Екстрактивна металургија
Први корак у добијању метала у употребљивом облику је ослобађање метала из његових једињења. Тим подручјем бави се екстрактивна металургија. Али чак и након топљења, рафинације и легирања, метал је само деломично подесан за коначну употребу. Отприлике 75% хемијских елемената на Земљи су метали. Према раширености метала у Земљиној кори на првом месту је алуминијум (8,23%), док на пример олово, које је врло важан метал, у Земљиној кори је заступљено око 6500 пута мање од алуминијума.
Руде (минералне сировине) су главна сировина за добијање метала. Корисни садржај метала у руди врло је различит, а најмањи, економски искористљив садржај зависан је од развоја технологије добијања и различит је за разне метале. Тако на пример, жељезне руде садрже 50% до 60% жељеза, док се молибден (има га само око 0,01% у бакарној руди) добија се као споредни производ у металургији бакра. Бакарна руда садржи само око 0,000005% ренијума, а ипак се његова производња економски исплати.
Процесна металургија обухвата издвајање метала, прочишћавање, легирање, ливење, обликовање, топлотну обраду и спајање метала, да би се добио полупроизвод или готов производ.

### Легура
Легура је хомогена смеса метала или неметала у металу. Легуре се праве се због постизања одређених својстава. Тако легуре могу имати већу тврдоћу, отпорност на корозију или боља нека друга својства од метала од којих су састављене.
Уобичајени инжењерски метали су алуминијум, хром, бакар, гвожђе, магнезијум, никал, титанијум и цинк. Они се најчешће користе као легуре. Знатни напори су уложени у разумевање система гвоздено-угљеничне легуре, који обухвата челике и ливена гвожђа. Обични угљенични челици (они који садрже есенцијално само угљеник као легирајући елемент) се користе у видовима примене који захтевају ниску цену и високу јачину, где тежина и корозија нису проблем. Ливено гвожђе, укључујући жилави лив, су такође део система гвожђе-угљеник.
Нерђајући челик или галванисани челик се користи кад је отпорност на корозију важна. Алуминијумске и магнезијумске легуре се користе за примене где су јачина и лакоћа неопходни.
Бакар-никлове легуре (као што је Монел) се користе у високо корозивним срединама и за немагнетске примене. На никлу базирана суперлегуре као што је инконел се користе при високо-температурним апликацијама као што су гасне турбине, турбопуњачи, Посуде под притиском, и размењивачи топлоте. За екстремно високе температуре, једнокристалне легуре се примењују да би се минимизовало пузање.

### Топлотна обрада
Топлотна обрада је поступак деловања температуре на материјал у сврху мењања његове микроструктуре и тиме мењања његових својстава. Топлотно се обрађују најчешће челици, али неретко и други метали, те керамике (стакло). Најчешћи разлози за топлотну обраду челика су очвршћивање (побољшање механичких својстава, посебно затезна чврстоћа), повећање жилавости, повећање дуктилности и могућности преобликовања, смањење унутрашњих напрезања, припрема за обраду резањем.
Топлотна се обрада обавља:
- пре обликовања комада пластичном деформацијом и одвајањем струготине, да би метал омекшао,
- после обликовања комада, да би се уклонила заостала напрезања,
- завршно, за постизање коначне чврстоће и тврдоће производа.

### Спајање метала
Спој у машинству може бити растављиви спој или нерастављиви спој. Растављиви спој је такав спој који се може раставити без разарања или оштећења, а затим поново саставити. Нерастављив спој је такав спој где се састављени делови не могу раставити без разарања или оштећења.

## Механичка металургија
Механичка металургија се бави обликовањем метала и притом за њихово обликовање користи бројне поступке као што су ваљање, пресовање, ковање, извлачење итд. Понекад огромне машине, тешке и више тона, дају металним предметима, као нпр. жељезничким шинама, цевима и лимовима коначан облик.

### Ковање
Ковање је обрада материјала без одвајања честица, код које се промена облика и димензија врши ударцима чекића или бата по откивку, који је положен на наковањ. Обрада је чешће у топлом стању, али може бити и у хладном стању. Према начину на који се обавља преобликовање постоји ручно ковање и машинско ковање.
Ручно ковање је поступак преобликовања материјала ударцима ковачког чекића по откивку. Откивак се загреје у ковачкој ватри до белог сјаја. Ковачким клештима се вади из ватре и полаже на наковањ. Откивак полако мења облик и димензије под ударцима чекића. Тачност димензија, облика, квалитета производа и количина зависе искључиво од прецизности и искуства ковача.
Машинско ковање је модернији начин ковања, који омогућава ковање од најмањих откивака до изузетно великих (до 580 тона). Димензије откивка зависе само од величине машине. Поступак може бити у топлом и хладном стању. За ковање у топлом стању, у поступку производње потребне су и ковачке пећи.
Ручно или машинско ковање може бити:
- слободно ковање или
- ковање у уковњима (калупима).

### Металургија праха
Металургија праха или прашкаста металургија (енг Powder Metallurgy - PM) је технологија производње механичких конструкцијских и других делова од металних прахова. При томе се одвијају два процеса: 
- компактирање – збијање металног праха у жељени облик и
- синтеровање – повезивање честица праха у чврсту масу.

Механичка су својства производа углавном једнака, а неким случајевима и боља од производа истог хемијског састава који су израђени резањем струготине, ваљањем или ковањем. Основна су својства производа прашкасте металургије да се постиже мала површинска храпавост (< 63 μм), велика тачност димензија (< 0,125 мм) и производност је велика. Према томе, поступци прашкасте металургије конкуришу традиционалним машинским поступцима: скидању струготине, прецизном ливењу, ливењу под притиском, ковању у уковњима.

## Физичка металургија
Физичка металургија обухвата кристалографију, механичка испитивања, одређивање физичких својстава, металографију и многе друге научне области, које се примењују при испитивању метала, односно производа од метала.

### Металографија
Металографија се бави истраживањем структуре метала и легура помоћу светлосног (металографског) и електронског микроскопа. Макроструктура је видљива голим оком или уз мало повећање. Микроструктура захтева помоћ микроскопа, а повећање треба бити барем 25 пута. Металографска анализа може дати податке о саставу материјала, претходној обради и својствима, посебно:
- величину кристалног зрна
- присутне фазе
- хемијску хомогеност
- расподелу фаза
- деформације структуре настале након пластичне деформације материјала
- дебљину и структуру површинских превлака
- одређивање пукотине и начина лома